# Худосовцев, Николай Михайлович
Николай Михайлович Худосовцев (3 августа 1912, Рославль, Смоленская губерния — 2 мая 1984, Донецк) — политический деятель, чиновник. С 1940 года член ВКП(б). Депутат Верховного Совета СССР 7 и 8 созыва. Председатель СНХ Донецко-Приднепровского экономического района. Министр угольной промышленности Украинской ССР. Член ЦК КП Украины.

## Биография
Николай Худосовцев родился в 1912 году в Горловке, Екатеринославской губернии.
В 1938 году работал диспетчером и заместителем начальника производственного отдела комбината, а также начальником шахты.
С 1940 года член ВКП(б).
В 1948 году стал управляющим трестом «Артёмуголь».
С 1948 года работает в Министерстве угольной промышленности СССР.
С 1956 года по 1957 года работает заместителем министра угольной промышленности Украинской ССР.
С 1957 года по 1960 год — 1-й заместитель председателя СНХ Луганского экономического административного района.
С 30 сентября 1961 года по 10 февраля 1976 года — член ЦК КП Украины.
С 1960 года по 26 декабря 1962 года — председатель СНХ Луганского экономического административного района.
С 19 сентября 1963 года по 23 октября 1965 года — председатель СНХ Донецко-Приднепровского экономического района.
С 23 октября 1965 года по 4 мая 1974 года — министр угольной промышленности Украинской ССР.
C 1966 года по 1974 год — депутат Верховного Совета СССР 7 и 8 созыва.
В 1981-1984 годах — генеральный директор научно-производственного объединения по горноспасательному делу «Респиратор». Умер 2 мая 1984 года.

## Образование
В 1938 году закончил Донецкий индустриальный институт.